# Chiange
Chiange (o Gambon) è un municipio dell'Angola appartenente alla provincia di Huíla. Ha 50.047 abitanti (stima del 2006).